# Ectropis anisodroma
Ectropis anisodroma är en fjärilsart som beskrevs av Louis Beethoven Prout 1935. Ectropis anisodroma ingår i släktet Ectropis och familjen mätare. Inga underarter finns listade i Catalogue of Life.